# Beringia

Diminuarea podului terestru Bering în perioada dintre acum 21.000 de ani în urmă și prezent.

Podul terestru Bering a fost un pod terestru cu o lărgime de aproximativ 1.600 km pe direcția nord - sud, care a unit regiunile actuale Alaska și Siberia de Est în diferitele perioade glaciare din timpul Pleistocenului. 
În timpul ultimei glaciații, două scăderi ale nivelului oceanelor cu 120-150 de metri, acum 50.000–40.000 ani și 25.000–14.000 ani, s-au produs datorită imobilizării apei în imensele calotele glaciare și în ghețarii continentali. Datorită scăderii nivelului apei, o bandă de pământ a apărut între continentele asiatic și american. Această regiune nu a fost acoperită de gheață deoarece s-a înregistrat o reducerie a căderilor de zăpadă; curenții de aer umed provenind dinspre sud-vest, dinspre Oceanul Pacific, își pierdeau umiditatea odată cu trecerea pe deasupra munților acoperiți de ghețari din Alaska. Regiunea acoperită cu pajiști cu vegetație de stepă, care se întindea pe câteva sute de kilometri în interiorul fiecărui continent incluzând podul terestru, a fost numită Beringia. 
Se crede că o mică populație umană, de cel mult câteva mii de persoane, a supraviețuit ultimului maxim glacial în Beringia, izolată pentru cel puțin 5.000 de ani de populația de origine din Asia. Populația a crescut în număr odată cu popularea celor două Americi, cu aproximativ 16.500 ani în urmă, în timpul ultimului maxim glaciar, odată cu dispariția barierei ce bloca drumul spre sud prin topirea ghețarilor de pe continentul american.

## Prezența umană
Podul terestru Bering este important din mai multe motive, și nu în ultimul rând pentru că se crede că el a permis migrarea omului din Asia spre America cu acum aproximativ 25.000 de ani în urmă. Un studiu realizat de Hei a arătat că, din populația care în acea perioadă a migrat de-a lungul podului terestru, doar 70 de indivizi și-au lăsat amprenta genetică la descendenții moderni, ceea ce reprezintă o minusculă populație fondatoare efectivă ce nu trebuie însă greșit interpretată ca și cum doar 70 de oameni ar fi traversat Beringia spre America de Nord. O colonizare maritimă de-a lungul litoralului s-ar fi putut produce cu mult mai devreme însă părerile oamenilor de știință sunt împărțite, cu atât mai mult cu cât zonele litorale care ar putea oferi informații suplimentare se află acum în larg, la aproximativ o sută de metri adâncime. Animalele sălbatice au fost capabile să migreze prin Beringia, astfel încât mamifere care au evoluat în Asia (cum ar fi, proboscidienii și leii) s-au răspândit în America de Nord și au evoluat spre specii endemice acum dispărute, și invers, mamifere din familiile ecvideelor și camelidelor care au evoluat în America de Nord (și care mai târziu au dispărut de acolo) au migrat spre Asia.
Un studiu publicat în 2007 în revista științifică PLoS Genetics, realizat de cercetători de la Universitatea din Michigan și University College din Londra, sugerează trei ipoteze:
- valul migrator ce a traversat podul terestru Bering a avut loc acum 12.000 de ani;
- populația migrantă era originară din Siberia de Est;
- toți nativii Americani sunt descendenți direcți ai acestui grup de migranți est-siberieni.

Autorii articolului afirmă că „un variant genetic unic este răspândit la nativii americani din ambele continente – sugerând că primii oameni din cele două Americi își au originea într-o singură migrație sau în mai multe valuri cu o singură sursă, și nu în valuri de migratorii provenind din surse diferite". Cu toate acestea, descoperirea unei mine din Chile datată acum 12.000 de ani semnifică o epocă anterioară de migrație căci anii necesari pentru a traversa podul terestru, a străbate cele două continente până în Chile precum și timpul necesar pentru a găsi și exploata mina trebuie să fie adăugați perioadei la care a fost datată mina.